# Newfane (Vermont)
Newfane ist eine Town im Windham County des Bundesstaates Vermont in den Vereinigten Staaten mit 1.645 Einwohnern (laut Volkszählung von 2020). Als Verwaltungssitz des Countys (County Seat) ist es sowohl politisches als auch wirtschaftliches Zentrum seiner Region.

## Geografie

### Geografische Lage
Newfane liegt im Südosten des US-Bundesstaates Vermont. Durch das Gemeindegebiet fließen der West River sowie der Rock River.  Die Hauptsiedlungen sind die beiden Ortschaften Newfane und Williamsville.

### Nachbargemeinden
Alle Entfernungen sind als Luftlinien zwischen den offiziellen Koordinaten der Orte aus der Volkszählung 2010 angegeben.
- Norden: Townshend, 4,1 km
- Nordosten: Brookline, 10,5 km
- Osten: Putney, 19,4 km
- Südosten: Dummerston, 11,8 km
- Süden: Marlboro, 4,7 km
- Westen: Dover, 15,9 km
- Nordwesten: Wardsboro, 12,3 km

### Stadtgliederung
Ursprünglich war die Hauptsiedlung Newfane Hill, jedoch war es für die Bewohner er Town im Winter zu schwierig die Verwaltungsgebäude zu erreichen, deshalb wurde eine kleine Ansiedlung am Fuß des Hügels zur neuen Hauptsiedlung. Zunächst bekannt als Parks Flat auch Parkville, benannt nach Jonathan Park, einem frühen Siedler der Town, der Land spendete damit die Verwaltungsgebäude dort errichtet werden konnten. Wurde die Ansiedlung im Jahr 1825 in Fayetteville nach Marquis de Lafayette umbenannt. Im Jahr 1882 schließlich in Newfane und im Jahr 1907 wurde sie mit eigenständigen Rechten versehen.

### Klima
|                       | Jan   | Feb   | Mär   | Apr  | Mai  | Jun  | Jul  | Aug  | Sep  | Okt  | Nov  | Dez   |   |      |
| Mittl. Tagesmax. (°C) | −7,8  | −6,8  | −2,2  | 3,9  | 12,3 | 16,6 | 18,7 | 17,6 | 13,2 | 7,0  | 0,3  | −5,3  | ⌀ | 5,7  |
| Mittl. Tagesmin. (°C) | −17,2 | −15,7 | −10,7 | −4,3 | 3,2  | 9,1  | 10,8 | 10,0 | 5,5  | −0,7 | −6,9 | −13,8 | ⌀ | −2,5 |
|                       |       |       |       |      |      |      |      |      |      |      |      |       |   |      |
| Niederschlag (mm)     | 151   | 114   | 149   | 159  | 157  | 175  | 190  | 204  | 192  | 162  | 188  | 162   | Σ | 2003 |
|                       |       |       |       |      |      |      |      |      |      |      |      |       |   |      |
| Regentage (d)         | 10    | 9     | 10    | 10   | 11   | 11   | 11   | 11   | 11   | 10   | 11   | 10    | Σ | 125  |

| −17,2 |

| −15,7 |

| −10,7 |

| −4,3 |

| 3,2 |

| 9,1 |

| 10,8 |

| 10,0 |

| 5,5 |

| −0,7 |

| −6,9 |

| −13,8 |

| −17,2 |

| −15,7 |

| −10,7 |

| −4,3 |

| 3,2 |

| 9,1 |

| 10,8 |

| 10,0 |

| 5,5 |

| −0,7 |

| −6,9 |

| −13,8 |

Im Winterhalbjahr werden zwischen Ende Oktober und Anfang Mai im Mittel 191 cm Schneefälle registriert; dabei ist der Januar mit einem Mittelwert von 47,2 cm der Monat mit den stärksten Niederschlägen. Die Schneefälle bewegen sich damit im Bereich des Mittelwertes Vermonts und sind etwa doppelt so hoch wie das langjährige Mittel der USA.

## Geschichte
Bereits im Jahr 1753 wurde das Gebiet des heutigen Newfane durch den Gouverneur Benning Wentworth zur Besiedlung freigegeben. Dieser nannte das Gebiet Fane, nach John Fane, dem siebten Earl von Westmorland. Jedoch verhinderte der Ausbruch des Siebenjährigen Krieges in Nordamerika zunächst die Gründung einer Siedlung. Da es nicht innerhalb der ersten fünf Jahre nach der Widmung als Siedlungsland zu einer Dorfgründung kam, ging das Recht zur Siedlungsgründung verloren. Deshalb erteilte Benning Wentworth ein erneutes Besiedlungsrecht für die Gründung einer Siedlung New Fane. Im Jahre 1766 kamen Familien aus Worcester County in Massachusetts und ließen sich in Newfane nieder. Sie errichteten auf dem Newfane Hill eine Siedlung, zusammen mit Verwaltungsgebäuden für den County. Im Laufe des 19. Jahrhunderts entstanden in Newfane einige Repräsentativbauten im viktorianischen und Greek-Revival-Stil sowie dem Federal Style, die noch heute Touristen nach Newfane locken.

### Einwohnerentwicklung
| Volkszählungsergebnisse – Town of Newfane, Vermont | Volkszählungsergebnisse – Town of Newfane, Vermont | Volkszählungsergebnisse – Town of Newfane, Vermont | Volkszählungsergebnisse – Town of Newfane, Vermont | Volkszählungsergebnisse – Town of Newfane, Vermont | Volkszählungsergebnisse – Town of Newfane, Vermont | Volkszählungsergebnisse – Town of Newfane, Vermont | Volkszählungsergebnisse – Town of Newfane, Vermont | Volkszählungsergebnisse – Town of Newfane, Vermont | Volkszählungsergebnisse – Town of Newfane, Vermont | Volkszählungsergebnisse – Town of Newfane, Vermont |
| Jahr                                               | 1700                                               | 1710                                               | 1720                                               | 1730                                               | 1740                                               | 1750                                               | 1760                                               | 1770                                               | 1780                                               | 1790                                               |
| -------------------------------------------------- | -------------------------------------------------- | -------------------------------------------------- | -------------------------------------------------- | -------------------------------------------------- | -------------------------------------------------- | -------------------------------------------------- | -------------------------------------------------- | -------------------------------------------------- | -------------------------------------------------- | -------------------------------------------------- |
| Einwohner                                          |                                                    |                                                    |                                                    |                                                    |                                                    |                                                    |                                                    |                                                    |                                                    | 660                                                |
| Jahr                                               | 1800                                               | 1810                                               | 1820                                               | 1830                                               | 1840                                               | 1850                                               | 1860                                               | 1870                                               | 1880                                               | 1890                                               |
| Einwohner                                          | 1.000                                              | 1.276                                              | 1.506                                              | 1.441                                              | 1.043                                              | 1.304                                              | 1.192                                              | 1.113                                              | 1.031                                              | 952                                                |
| Jahr                                               | 1900                                               | 1910                                               | 1920                                               | 1930                                               | 1940                                               | 1950                                               | 1960                                               | 1970                                               | 1980                                               | 1990                                               |
| Einwohner                                          | 905                                                | 820                                                | 710                                                | 662                                                | 672                                                | 708                                                | 714                                                | 900                                                | 1.129                                              | 1.555                                              |
| Jahr                                               | 2000                                               | 2010                                               | 2020                                               | 2030                                               | 2040                                               | 2050                                               | 2060                                               | 2070                                               | 2080                                               | 2090                                               |
| Einwohner                                          | 1.680                                              | 1.726                                              | 1.645                                              |                                                    |                                                    |                                                    |                                                    |                                                    |                                                    |                                                    |

Die Hauptsiedlung des Ortes wird seit 1910 als Village in den Einwohnerzählungen gesondert ausgewiesen. Im Jahr 2010 hatte es demnach 118 Einwohner; im Jahr 2000 waren es 116 Einwohner.

## Wirtschaft und Infrastruktur

### Verkehr
Durch Newfane verläuft die Vermont State Route 30 und bindet die Town an Townshend im Norden und Dummerston im Süden an. Personenzüge der Amtrak-Gruppe befinden sich in Brattleboro (ca. 20 km entfernt) und in Bellows Falls (ca. 25 km entfernt).

### Öffentliche Einrichtungen
In Newfane sind neben den üblichen städtischen Büros und der unten genannten Grundschule keine weiteren öffentlichen Einrichtungen vorhanden. Das nächstgelegene Krankenhaus ist das Brattleboro Memorial Hospital in Brattleboro.

### Bildung
In Newfane ist eine öffentliche Grundschule, die Newfane Elementary School, angesiedelt, die vom Kindergarten bis zur sechsten Klasse führt. Für weiterführende öffentliche Schulen müssen die umliegenden Gemeinden, insbesondere Brattleboro, angefahren werden. Eine private High School, die Kindes Farm Children Services, führt von der 3. bis zur 12. Klasse. Es handelt sich um eine reine Jungen-Schule.
Nächstgelegene Colleges sind das Keene State College in Keene, New Hampshire (ca. 30 km) und das Williams College in Williamstown, Massachusetts (etwa 50 km). Die am nächsten gelegenen Universitäten sind die Franklin Pierce University in Rindge, New Hampshire (rund 50 km) und die University of Massachusetts-Amherst in Amherst, Massachusetts (gut 65 km).

## Persönlichkeiten

### Söhne und Töchter der Stadt
- Harrison G. O. Blake (1818–1876), Politiker und Vertreter des Bundesstaates Ohio im US-Repräsentantenhaus

### Persönlichkeiten, die vor Ort gewirkt haben
- James Elliot (1775–1839), Politiker und Vertreter Vermonts im US-Repräsentantenhaus. Verbrachte hier seinen Lebensabend
- George Cherrie (1865–1948), Forschungsreisender. Lebte und schrieb in Newfane